# Isolatore di rete
Gli isolatori di rete formano, all'interno di una linea dati Ethernet in rame, un punto di sezionamento galvanico con elevata rigidità dielettrica. In questo caso, in base al principio della induzione elettromagnetica, si possono trasmettere a bassa perdita le tensioni alternate ad alta frequenza nella banda di frequenza utilizzata per la trasmissione di dati. Proprio in virtù di questo principio di trasmissione, gli isolatori di rete non hanno bisogno di una alimentazione di corrente propria. Attualmente si possono raggiungere con gli isolatori di rete delle velocità di trasmissione fino a 1000 Mbit/s.

## Campi applicativi

### Tecnologia medica
In campo medico gli isolatori di rete servono per proteggere i pazienti dalle correnti di dispersione. Il collegamento in rete tra un prodotto medico attivo e una rete Ethernet o un apparecchio di altra natura, come per es. un PC per l'ufficio o un laptop viene classificato secondo la norma IEC 60601-1 (terza edizione) come una potenziale fonte di pericolo per i dispositivi ed i sistemi elettrici medici, che in seguito alle differenze di tensione tra il potenziale di terra dei componenti di rete collegati può essere la causa di una corrente di dispersione pericolosa per i pazienti. Tali differenze di tensione possono essere provocate, però, anche in seguito a una messa in opera scorretta, per es. in caso di disposizione erronea o in presenza di contatto metallico tra le linee schermate o di dati di un cavo danneggiato e tra i componenti a conduzione all'interno del cablaggio.
Gli isolatori di rete possono essere utilizzati come accessorio o come componente fondamentale di un apparecchio o di un sistema elettrico medico. Gli isolatori di rete stessi nei sistemi elettrici medici sono regolati dai requisiti delle norme 60601-1 e 60601-1-2, tuttavia non sono prodotti medici, secondo quanto stabilito dalla Direttiva dispositivi medici 93/42/CEE, in quanto di per sé non soddisfano scopi terapeutici o diagnostici. Se considerati come apparecchio indipendente non sussiste neanche l'obbligo di effettuare controlli tecnici atti a verificarne la sicurezza (STK), a meno che non vengano esplicitamente richiesti dal produttore dell'isolatore di rete o del sistema elettrico medico formato dall'isolatore di rete e dal prodotto medico attivo nei documenti a corredo degli stessi.
Gli isolatori di rete devono essere disposti molto vicini all'apparecchio medico. In campo medico essi spesso vengono impiegati insieme ai trasformatori di separazione che servono sempre a proteggere i pazienti, ma dalle correnti elevate provenienti dalla rete di alimentazione della corrente in caso di errori di isolamento.

### Altri campi applicativi
Gli isolatori di rete vengono utilizzati in molti altri dispositivi tecnici per ottenere una separazione di potenziale tra gli apparecchi collegati, per es.:
- in dispositivi di misura e monitoraggio nelle stazioni di prova elettriche che sono collegate a una centrale tramite interfaccia Ethernet
- nei sistemi ridondanti di server, che sono collegati con cablaggi in rame e coprono anche delle distanze di 100 m
- in collegamenti di rete su rame nel settore privato o industriale esposti alla minaccia inesorabile di differenze di potenziale tra gli edifici o tra le parti di un edificio, in cui tuttavia un collegamento con la fibra ottica viene ritenuto troppo costoso
- in generale come filtro di corrente avvolgente per collegamenti Ethernet

## Requisiti tecnici
In base alla norma internazionale IEC 60601-1 (terza edizione) per i dispositivi e i sistemi elettrici medici, gli isolatori di rete devono rispettare requisiti molto severi per quanto riguarda la struttura isolante. Ovviamente vengono stabiliti requisiti molto più rigorosi di quelli della norma IEC 60950 (dispositivi dei sistemi informatici) applicabili nei campi diversi da quelli medici, in quanto si parte dal presupposto per cui un paziente può essere privo di coscienza, narcotizzato o impossibilitato a muoversi e quindi necessita di una maggiore protezione.
Per i dispositivi o i sistemi medici la norma IEC 60601-1 (terza edizione) prevede la presenza di due contromisure indipendenti per la protezione del paziente (in inglese, Means Of Patient Protection = MOPP). Un isolatore di rete in questo caso può provvedere, in funzione della propria struttura isolante, a una o due contromisure di protezione per il paziente. In caso di un solo MOPP occorre prevedere una seconda contromisura per l'apparecchio interessato, per es. un conduttore di compensazione di potenziale a posa fissa.
La conformità ai requisiti delle norme e delle direttive applicabili, e in particolare della IEC 60601-1, viene dichiarata dal produttore tramite dichiarazioni CE e/o certificati di omologazione di enti di verifica indipendenti. Dai certificati, tuttavia, non è possibile di norma individuare se è presente uno o due MOPP in un isolatore di rete in quanto ciò dipende dalla combinazione delle distanze di scarica e dalle vie di fuga realizzate, dalla struttura isolante e dalla rigidità dielettrica. Dalla sola rigidità dielettrica (sono richiesti 1,5 KV (AC) per un MOPP e 4 KV (AC) per due MOPP) non è possibile stabilire la presenza dei MOPP realizzati.
Utilizzando i cavi di rete non schermati, che occasionalmente vengono citati come alternativa all'uso degli isolatori di rete, in base alla norma IEC 60601-1 non si ottiene una protezione adeguata in quanto la linea di dati stessa può presentare delle tensioni pericolose.
Gli elementi di separazione galvanica impiegati sulle schede di rete e sugli altri componenti di rete attivi conformi alla norma IEC 60950 non soddisfano i requisiti relativi al dispositivo di separazione galvanica ai sensi della norma der IEC 60601-1 poiché, da un lato, la schermatura è collegata e, dall'altro lato, la struttura isolante di norma non soddisfa i severi requisiti della IEC 60601-1 e, quindi, in campo medico non possono essere utilizzati per sostituire gli isolatori di rete.
La qualità di trasmissione di un isolatore di rete è determinabile ricorrendo alle normali grandezze caratteristiche dei sistemi di rete per i cablaggi (per es. attenuazione di inserzione, attenuazione di riflusso, cross-talk di prossimità).
La presenza di un isolatore di rete è necessaria per ogni collegamento galvanico diretto tra gli apparecchi collegati. Per questo motivo, oltre la linea di dati anche la schermatura del cavo deve essere separata galvanicamente.

## Strutture
Esistono varie strutture di isolatori di rete, come apparecchi esterni con custodia, in versione da incasso per produttori di apparecchi e integrati in scatole a parete per reti.